# Ugljevik
Ugljevik (en serbe cyrillique : Угљевик) est une ville et une municipalité de Bosnie-Herzégovine située dans la république serbe de Bosnie. Selon les premiers résultats du recensement bosnien de 2013, la ville intra muros compte 4 155 habitants et la municipalité 16 538.

## Géographie
Ugljevik est situé sur les pentes septentrionales du mont Majevica (916 m), au bord de la rivière Janja.

## Histoire

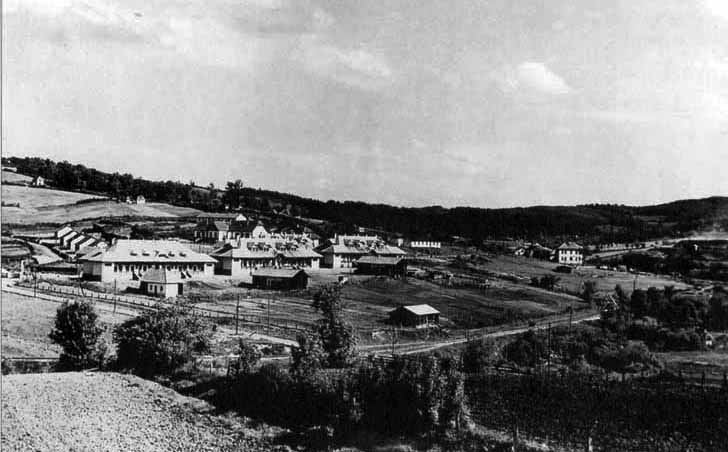
Le village minier de Stari Ugljevnik, 1931

Ugljevik est mentionnée pour la première fois en 1533 dans des archives de l'Empire ottoman. La ville a connu un essor important à partir de 1899, avec l'exploitation de mines de charbon qui s'est accompagnée de la création de nombreux villages miniers. Le siège de la municipalité choisi par les Austro-Hongrois fut d'abord le village de Zabrđe ; après la Seconde Guerre mondiale, il fut transféré à Stari Ugljevik puis, après 1980, à Novi Ugljevik (Ugljevik).
Après la guerre de Bosnie et à la suite des accords de Dayton, la municipalité a été divisée en deux unités. Une partie, l'actuelle municipalité d'Ugljevik, a été intégrée dans la république serbe de Bosnie ; l'autre partie est devenue la municipalité de Teočak et a été intégrée dans le canton de Tuzla et dans la fédération de Bosnie-et-Herzégovine.

## Localités

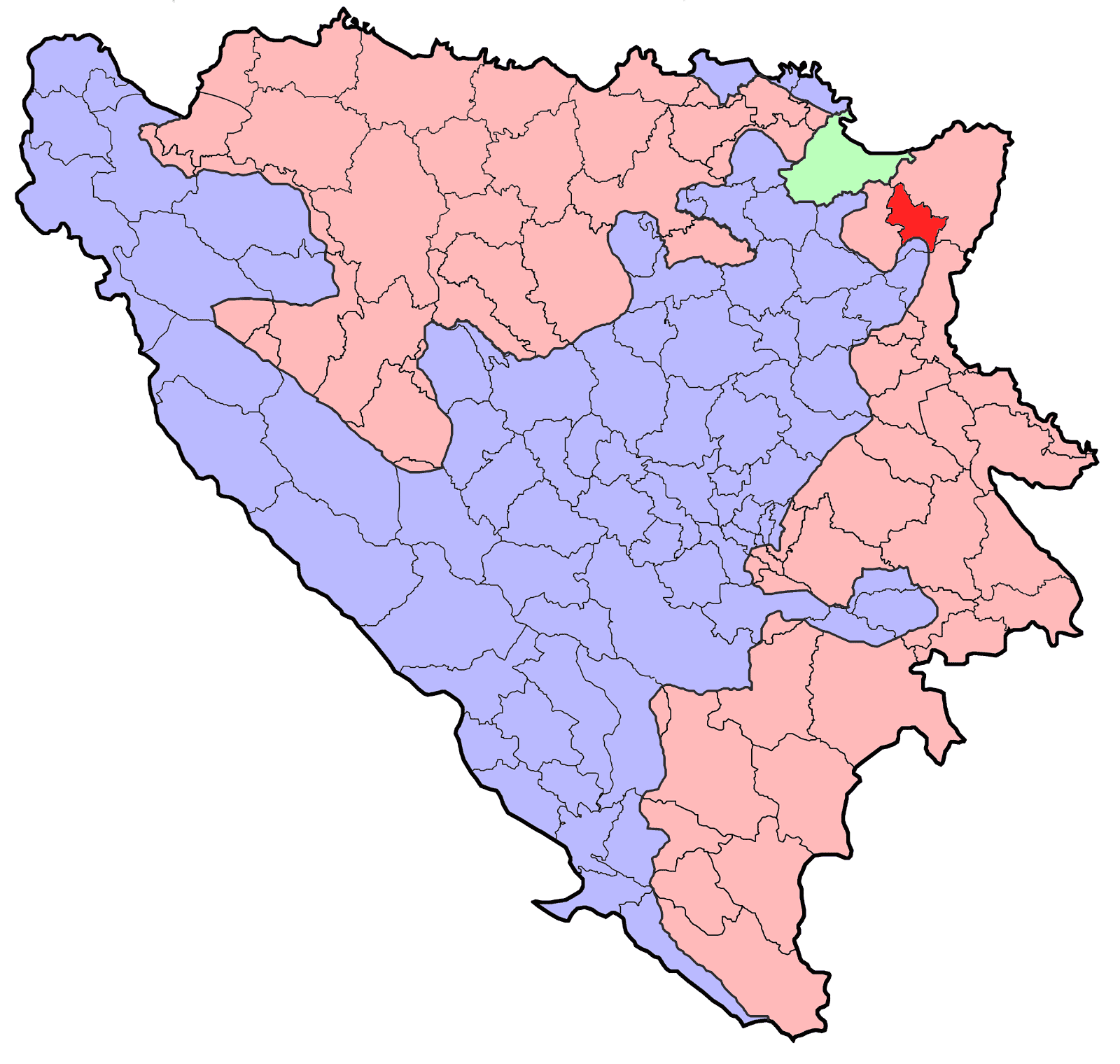
Localisation de la municipalité d'Ugljevik en Bosnie-Herzégovine

La municipalité d'Ugljevik compte 25 localités :
| - Atmačići - Bilalići - Bogutovo Selo - Donja Krćina - Donja Trnova - Glinje - Gornja Krćina - Gornja Trnova - Janjari - Jasenje - Jasikovac - Korenita - Maleševci | - Mezgraja - Mukat Stankovići - Ravno Polje - Sarije - Srednja Trnova - Stari Ugljevik - Tursunovo Brdo - Tutnjevac - Ugljevička Obrijež - Ugljevik - Ugljevik Selo - Zabrđe |

## Démographie

### Villeintra muros

#### Évolution historique de la population dans la villeintra muros
| 1948 | 1953 | 1961 | 1971  | 1981  | 1991  | 2013  |
| ---- | ---- | ---- | ----- | ----- | ----- | ----- |
| -    | -    | -    | 2 388 | 2 442 | 2 981 | 4 155 |

|  |

### Municipalité

#### Évolution historique de la population dans la municipalité
| 1971   | 1981   | 1991   | 2013   |
| ------ | ------ | ------ | ------ |
| 24 178 | 24 540 | 25 587 | 16 538 |

#### Répartition de la population par nationalités dans la municipalité (1991)
En 1991, sur un total de 25 587 habitants, la population se répartissait de la manière suivante :

## Politique
À la suite des élections locales de 2012, les 23 sièges de l'assemblée municipale se répartissaient de la manière suivante, :
| Parti                                                                         | Sièges |
| ----------------------------------------------------------------------------- | ------ |
| Alliance des sociaux-démocrates indépendants (SNSD)                           | 8      |
| Parti démocratique serbe (SDS)                                                | 7      |
| Pour Ugljevik - Parti radical serbe de la république serbe de Bosnie (SRS RS) | 3      |
| Parti radical serbe (SRS)                                                     | 2      |
| Parti d'action démocratique (SDA)                                             | 1      |
| Parti socialiste (SP)                                                         | 1      |
| Parti progressiste serbe (SNS)                                                | 1      |

Vasilije Perić, membre du Parti démocratique serbe (SDS), a été élu maire de la municipalité,.

## Économie
Ugljevik possède une importante centrale thermique.

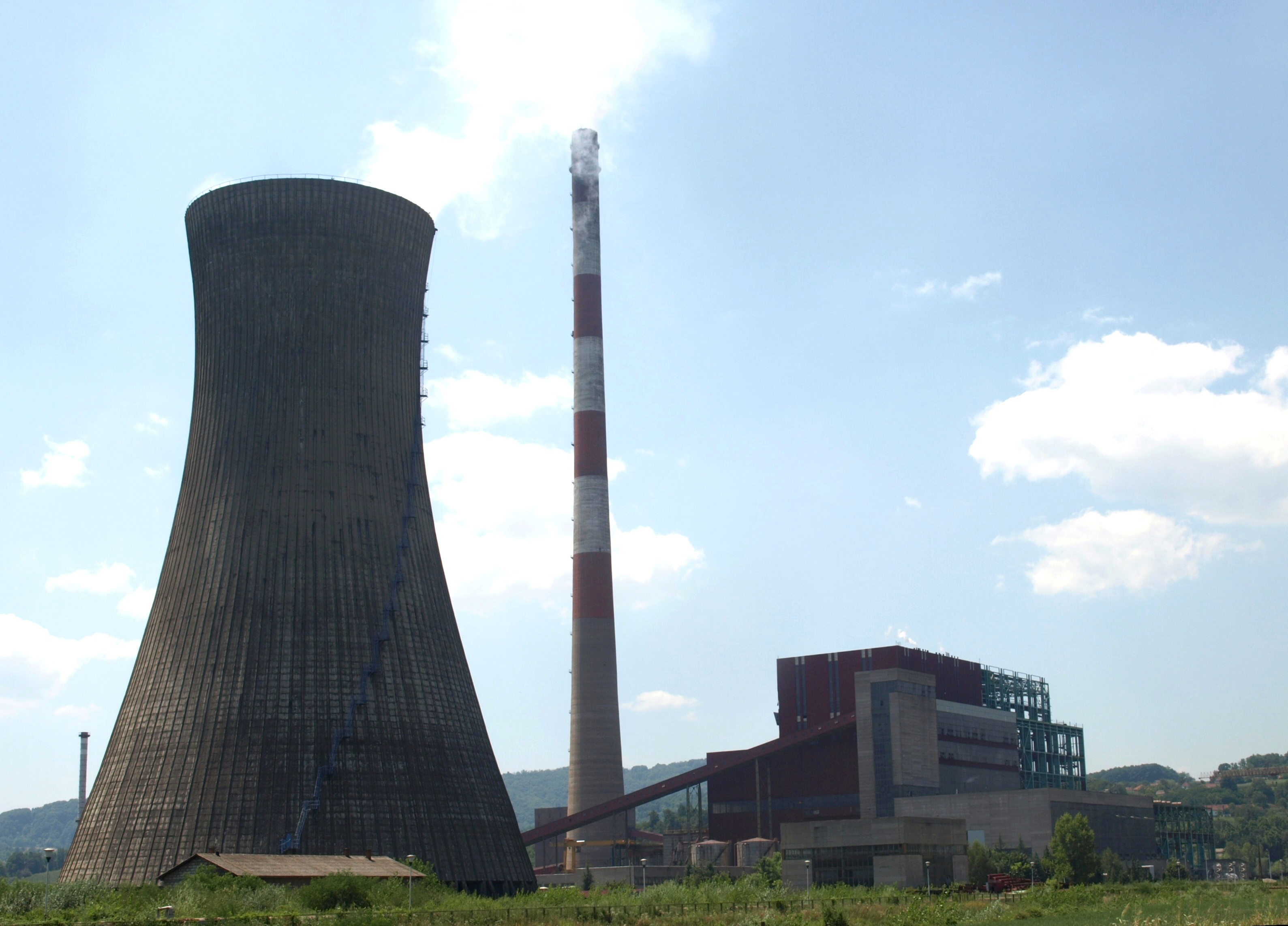
La centrale thermique d'Ugljevik

## Tourisme

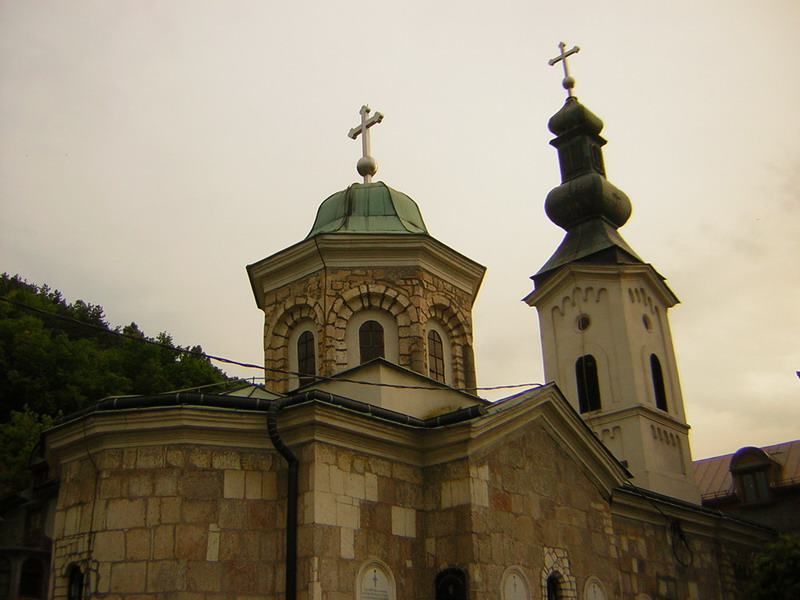
Le monastère de Tavna

Le village de Krćina, en direction de Zvornik, possède un bon potentiel touristique, notamment en raison de son environnement naturel et d'une grotte associée au héros épique Starina Novak. À proximité se trouve également le monastère orthodoxe serbe de Tavna, qui remonte au Moyen Âge. Dans la vallée de la rivière Domana est également située la grotte de Kurtina Pecina.

## Personnalités
- Filip Višnjić, un célèbre musicien serbe, joueur de gusle
- Bogić Bogićević, homme politique
- Mitar Mirić

## Coopération internationale
- Beočin (Serbie) depuis 1982
- Héric (France) depuis 2009